# 迪讷
迪讷（法語：Dunes，法語發音：[dyn]）是法国奧克西塔尼大區塔恩-加龙省的一个市镇，属于卡斯泰尔萨拉桑区。

## 地理
迪讷（44°5'14"N, 0°46'14"E）面积23.19 平方千米，位于法国奧克西塔尼大區塔恩-加龙省，该省份为法国西南部内陆省份，北起顺时针与洛特省、阿韦龙省、塔恩省、上加龙省、热尔省和洛特-加龙省接壤。
与迪讷接壤的市镇（或旧市镇、城区）包括：圣卢、然布雷德、科德科斯特、屈克、圣西克斯特、栋扎克、锡斯泰勒。

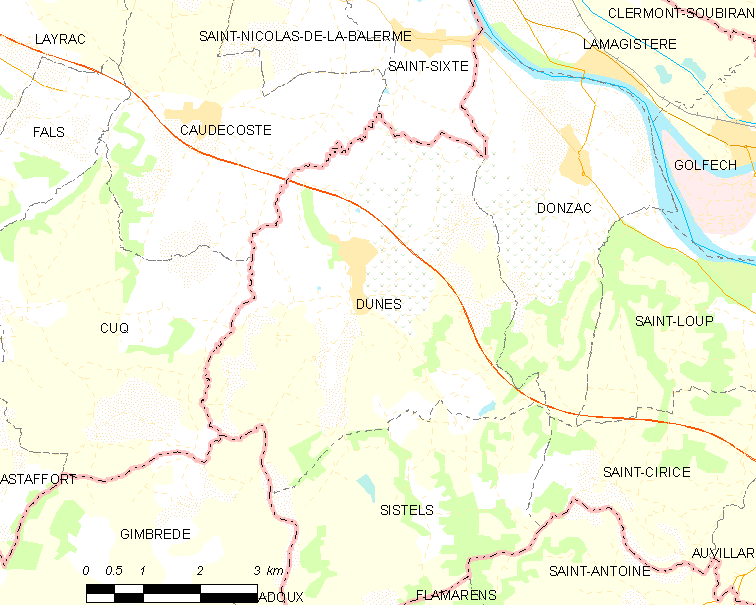
迪讷的OSM定位图

迪讷的时区为UTC+01:00、UTC+02:00（夏令时）。

## 行政
迪讷的邮政编码为82340，INSEE市镇编码为82050。

## 政治
迪讷所属的省级选区为加龙-洛马涅-布吕尤瓦县。

## 人口

1962-2008年间迪讷人口变化图示

迪讷于2022年1月1日时的人口数量为1218人。